# Callicebus caligatus
Callicebus caligatus — вид широконосих мавп родини Сакієві (Pitheciidae).

## Поширення
Вид є ендеміком Бразилії, де зустрічається лише у штаті Амазонас. Ареал виду знаходиться у межиріччі між річками Пурус, Солімойнс і Мадейра.

## Спосіб життя
Callicebus caligatus населяє ксерофітні піщані або вторинні деградовані ліси. Раціон складається, в основному, з м'якоті плодів, листя, комах і насіння. Вони утворюють невеликі територіальні групи, що складається з пари та молоді і вважаються моногамними. Вони займають невелику територію (1,5-30 км²).